# Crossidius militaris
Crossidius militaris là một loài bọ cánh cứng trong họ Cerambycidae.